# AVCA National Coach of the Year (maschile, NCAA Division I)
Pallavoliste premiate come AVCA National Coach of the Year

## Elenco
| Stagione | Allenatore      | Squadra             |
| -------- | --------------- | ------------------- |
| 1991     | Ray Ratelle     | CSU Long Beach      |
| 1992     | Ruben Nieves    | Stanford            |
| 1993     | Allen Scates    | UC Los Angeles      |
| 1994     | Tom Peterson    | Penn State          |
| 1995     | Don Shondell    | Ball State          |
| 1996     | Allen Scates    | UC Los Angeles      |
| 1997     | Ruben Nieves    | Stanford            |
| 1998     | Allen Scates    | UC Los Angeles      |
| 1999     | Carl McGown     | Penn State          |
| 2000     | Peter Hanson    | Ohio State          |
| 2001     | Carl McGown     | Penn State          |
| 2002     | Mike Wilton     | Hawaii              |
| 2003     | Dave Deuser     | Lewis               |
| 2004     | Alan Knipe      | CSU Long Beach      |
| 2005     | Marv Dunphy     | Pepperdine          |
| 2006     | John Speraw     | UC Irvine           |
| 2007     | Armond Ball     | IPFW                |
| 2008     | Mark Pavlik     | Penn State          |
| 2009     | Bill Ferguson   | Southern California |
| 2010     | John Kosty      | Stanford            |
| 2011     | Peter Hanson    | Ohio State          |
| 2012     | Bill Ferguson   | Southern California |
| 2013     | Chris McGown    | Brigham Young       |
| 2014     | Shane Davis     | Loyola Chicago      |
| 2015     | Dan Friend      | Lewis               |
| 2016     | Peter Hanson    | Ohio State          |
| 2017     | Alan Knipe      | CSU Long Beach      |
| 2018     | Alan Knipe      | CSU Long Beach      |
| 2019     | Charlie Wade    | Hawaii              |
| 2020     | Rick McLaughlin | UC Santa Barbara    |
| 2021     | Rick McLaughlin | UC Santa Barbara    |
| 2022     | Donan Cruz      | Ball State          |
| 2023     | John Speraw     | UC Los Angeles      |
| 2024     | Matthew Werle   | Grand Canyon        |
| 2025     | Nickie Sanlin   | McKendree           |